# آمریکا، آمریکا (فیلم ۱۹۹۵)
«آمریکا، آمریکا» (انگلیسی: America America) یک فیلم است که در سال ۱۹۹۶ منتشر شد.